# Evangelisch-Lutherse kerk (Leeuwarden)
De Evangelisch-Lutherse kerk is een kerkgebouw in Leeuwarden in de Nederlandse provincie Friesland.

## Beschrijving
Het kerkgebouw uit 1681 werd in 1774 grotendeels herbouwd tot een ruime zaalkerk. In de in 1888 vernieuwde voorgevel, een tuitgevel, bevinden zich grote rondboogvensters en een gedenksteen uit 1774 met rococo-omlijsting. Het opschrift luidt:
"Door den zegen van God, de gunst van 's lands vaderlijke overheden en de christelijke mildaadigheid van de gezamenlijke ingezeetenen deezer stad en de leden der Evangelisch-Luthersche Gemeente te Amsterdam is dit huis gebouwt MDCCLXXIV".
Het interieur wordt gedekt door een stucgewelf. De preekstoel werd in 1774 vervaardigd door Willem Groeneveld. Er is een rouwbord voor de in 1690 overleden jonkheer Andreas Möller.
Het orgel is het derde dat voor deze kerk gebouwd is. In 1712 bouwde Arp Schnitger een orgel, dat in 1800 werd vervangen door een nieuw instrument van Albertus van Gruisen. In 1869 maakte de orgelbouwersfirma L. van Dam en Zonen opnieuw een orgel. Het gebruikte pijpwerk is grotendeels afkomstig van het Van Gruisen-orgel. In 1969 vond een restauratie plaats door Bakker & Timmenga. Het orgel heeft twee manualen, veertien registers en een aangehangen pedaal.
De naastgelegen pastorie uit 1843 werd in 1894 verbouwd naar ontwerp van W.C. de Groot.

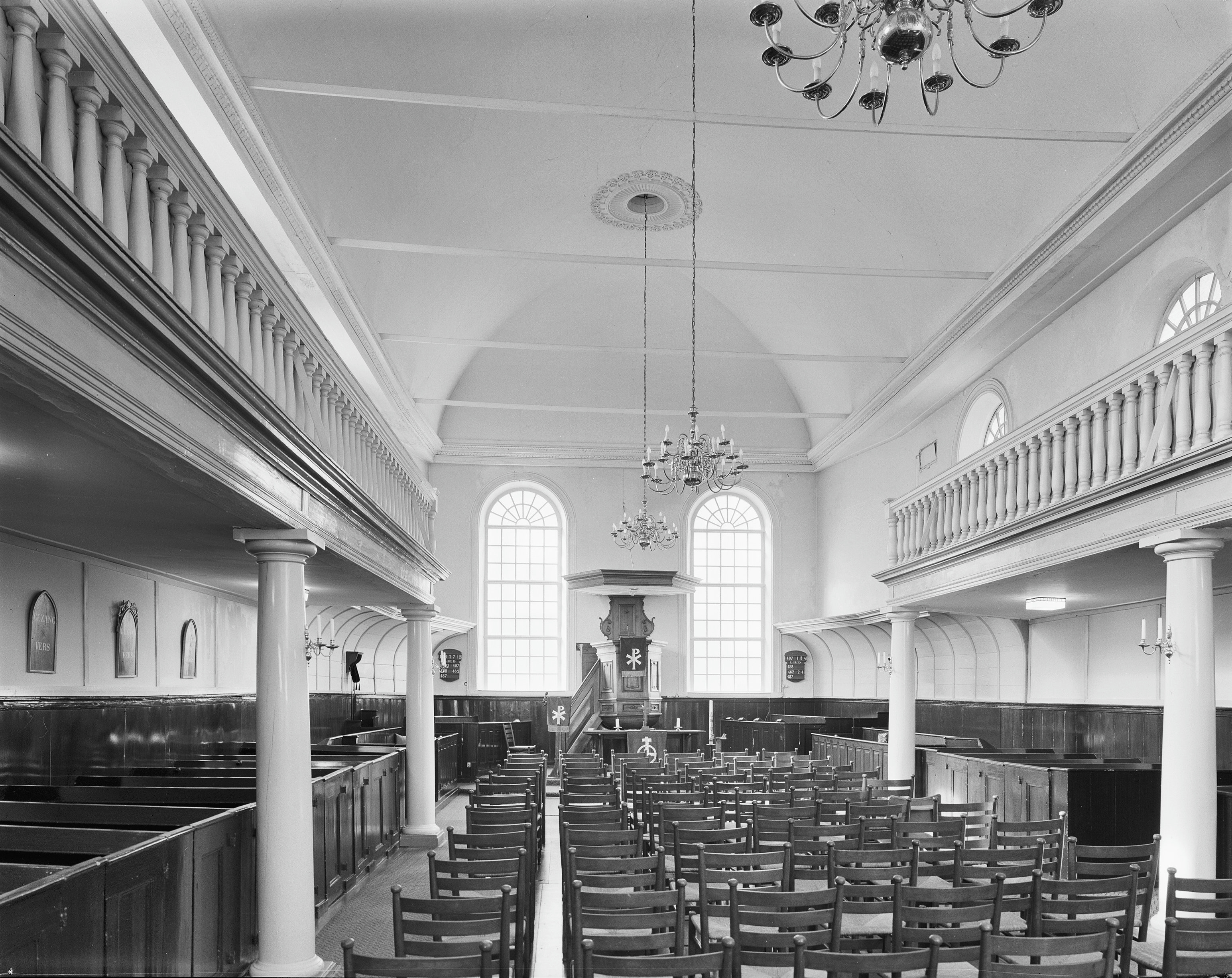
Interieur met preekstoel in 1992
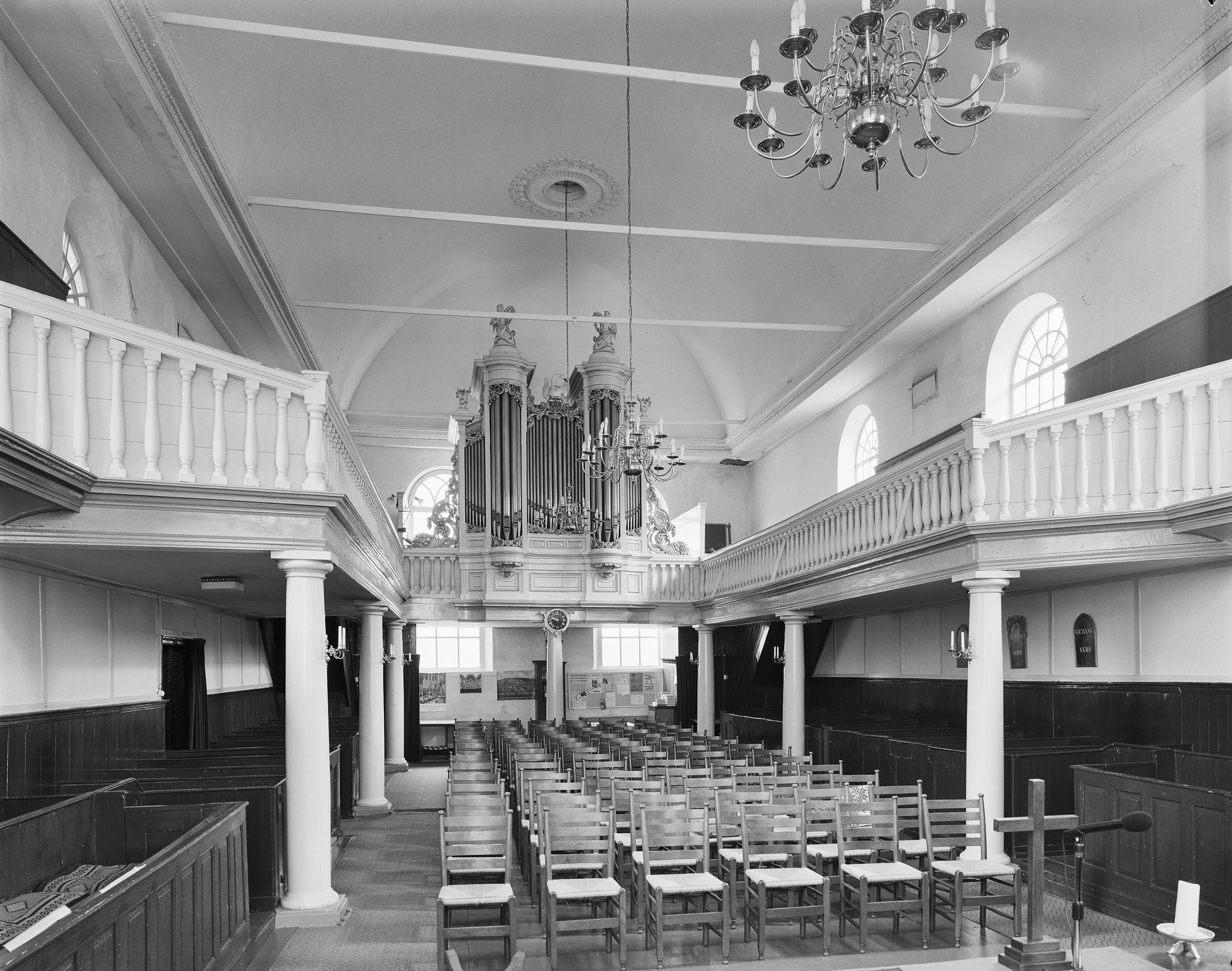
Interieur met orgel

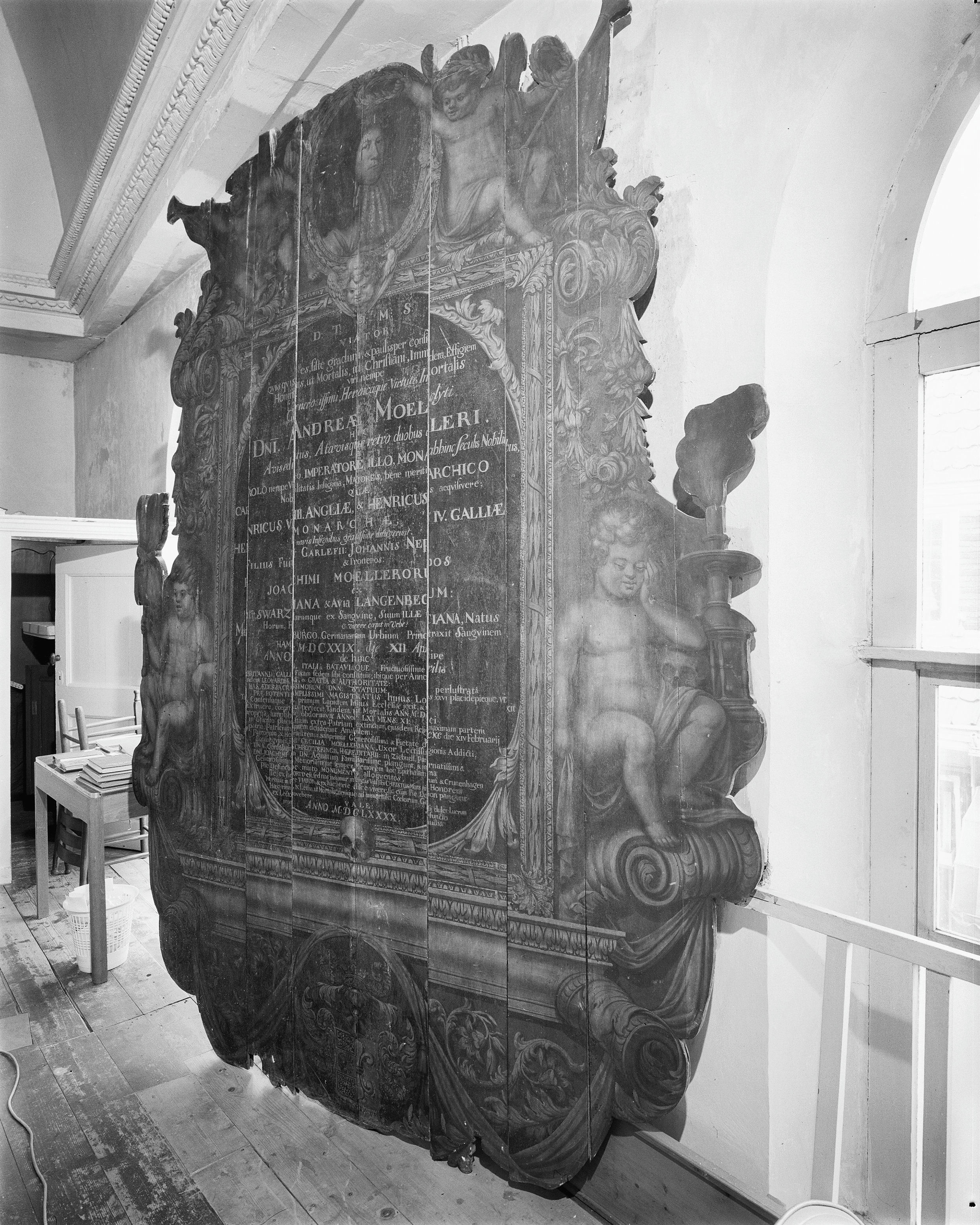
Rouwbord uit 1690
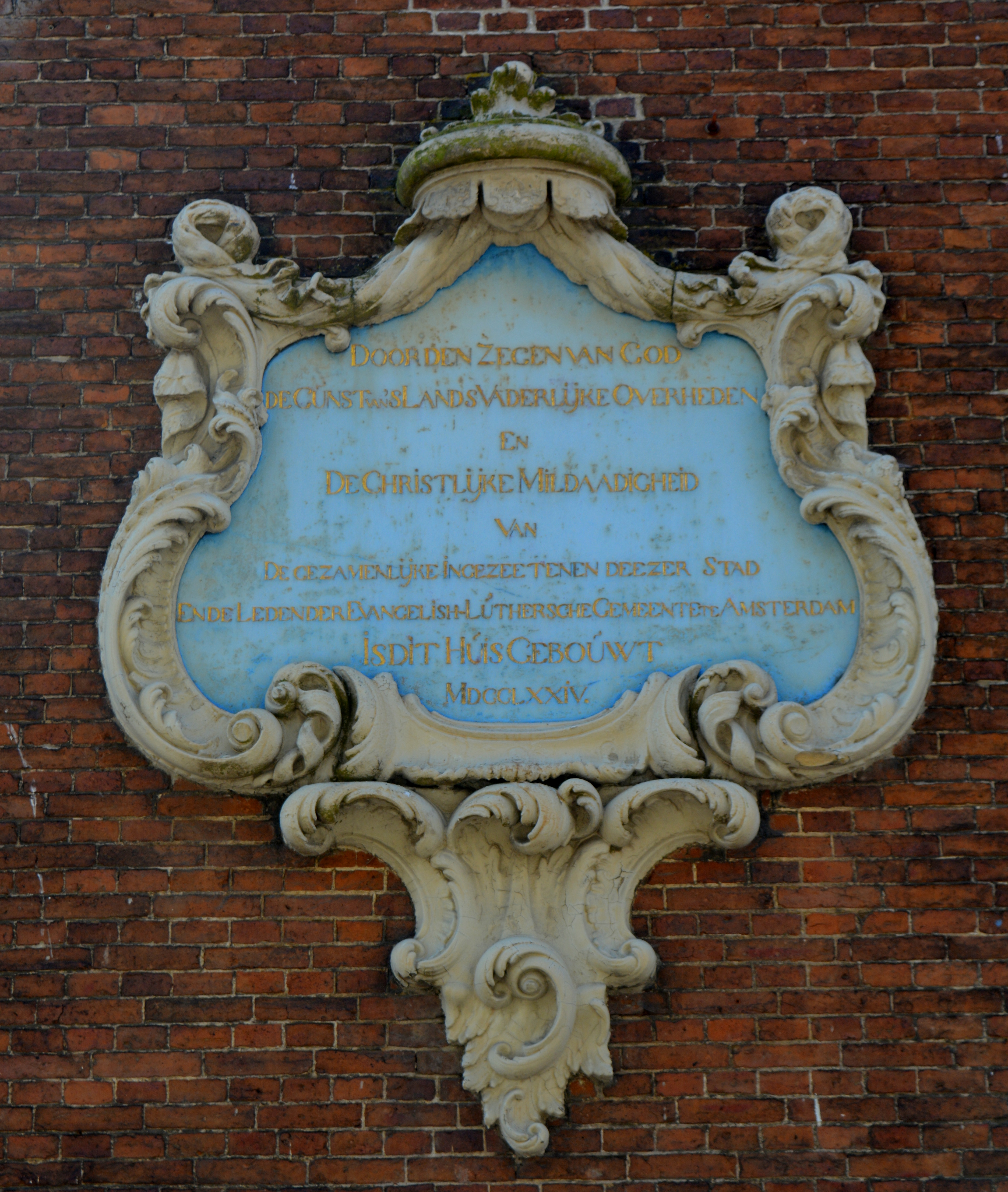
Gevelsteen
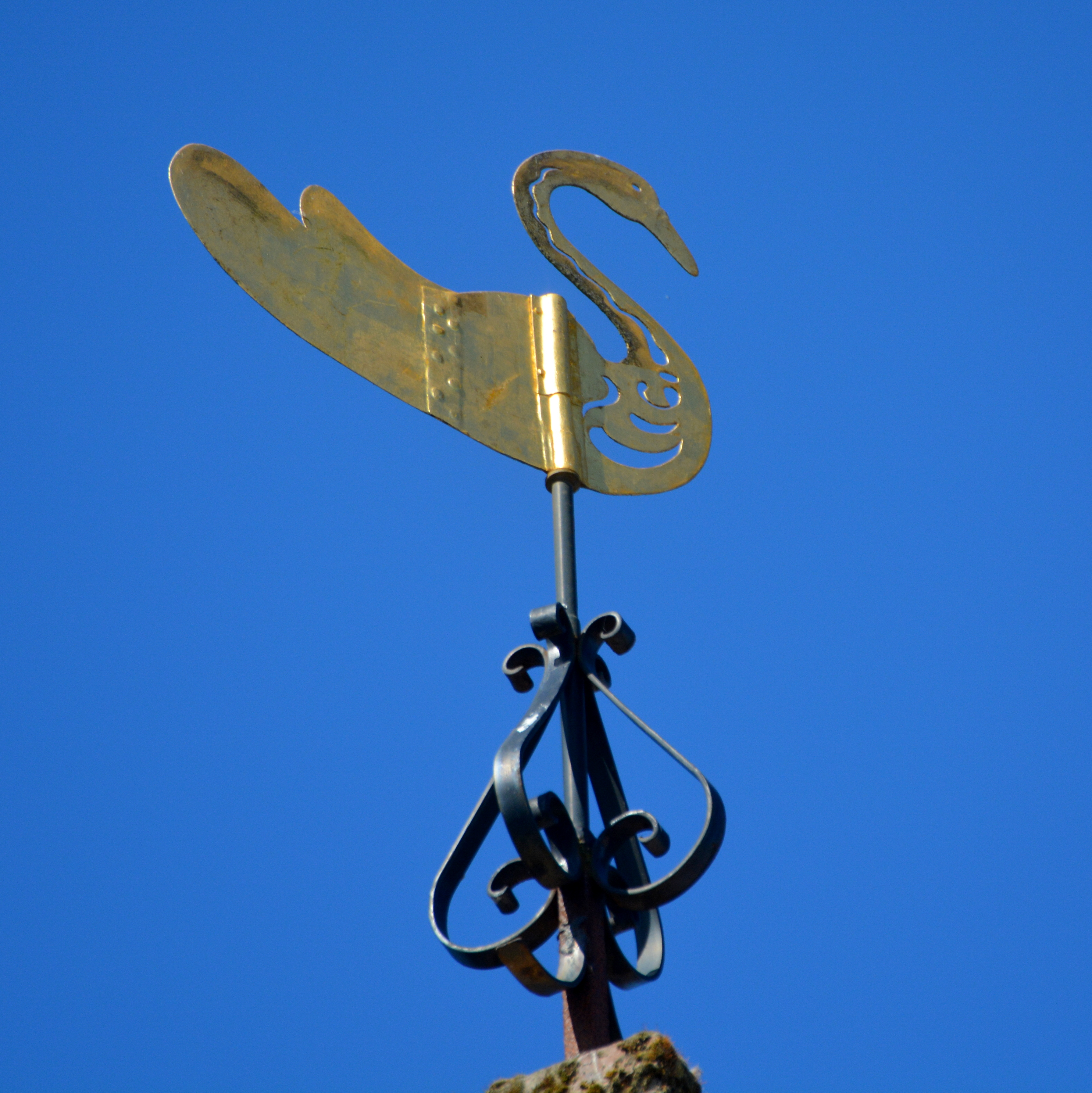
Windwijzer